# Sanne Schnapp

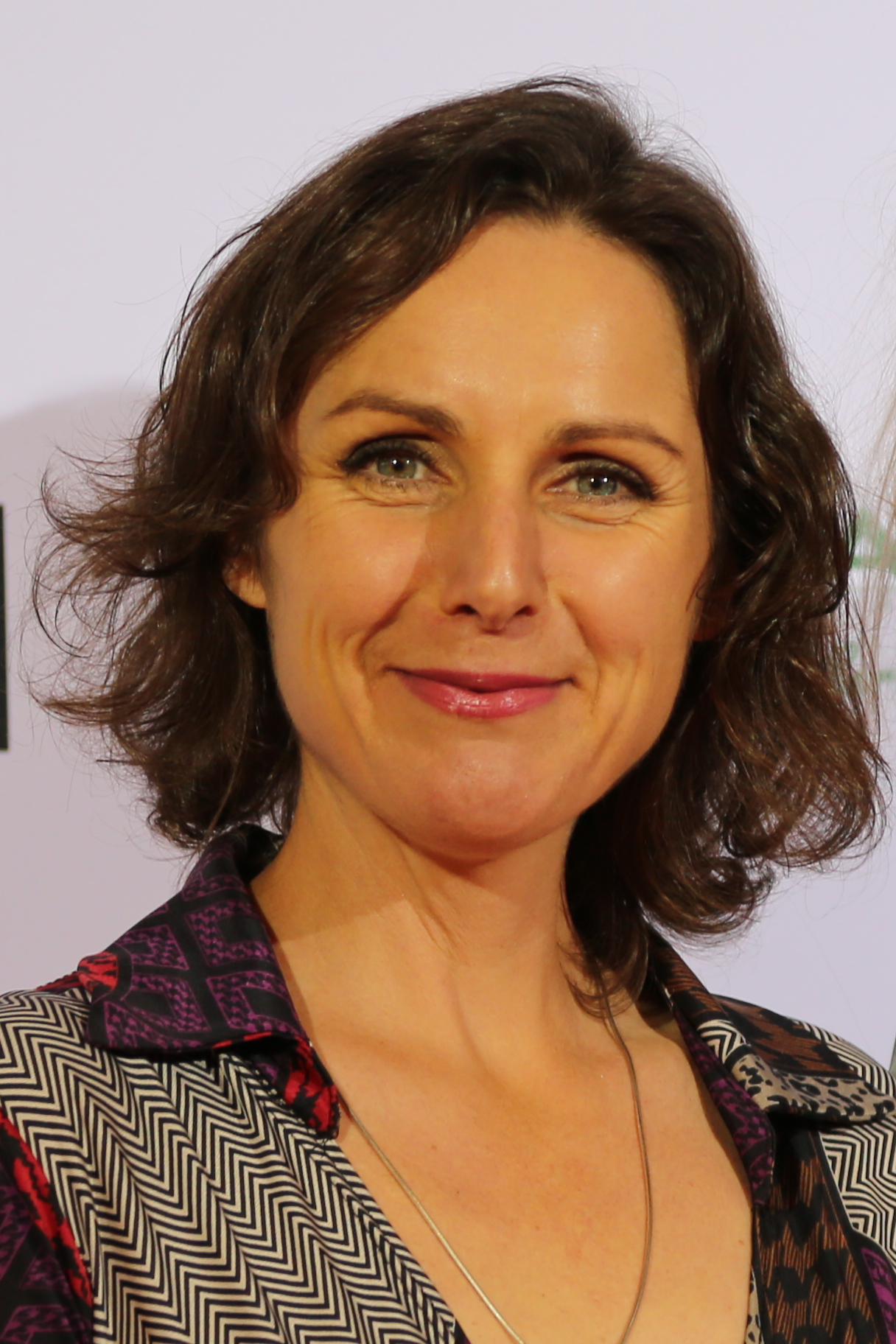
Susanne Schnapp bei der Verleihung der Auszeichnungen der Deutschen Akademie für Fernsehen (DAFF) 2017

Sanne Schnapp (* 14. November 1972 als Susanne Schnapp in Wolgast) ist eine deutsche Schauspielerin.

## Leben
Sanne Schnapp absolvierte ihre Schauspielausbildung von 1993 bis 1997 an der Hochschule für Musik und Theater Rostock.
Seit 2000 wirkte sie in zahlreichen Fernseh- und Kinoproduktionen mit, übernahm verschiedene Episodenrollen z. B. in den Krimireihen Polizeiruf 110, SOKO Wismar, SOKO Köln und SOKO Leipzig. Ihr Kinodebüt gab sie 2004 in der Komödie Ein Goldfisch unter Haien. 2008 gehörte sie zur Besetzung der kurzlebigen Sitcom Herzog um einen von Niels Ruf verkörperten, wenig zimperlichen Scheidungsanwalt. 2009 war sie in Bully Herbigs Verfilmung von Wickie und die starken Männer als Wickies Mutter ‚Ylva‘ und an der Seite von Uwe Bohm als Ermittlerin in dem Familiendrama Sieben Tage um zwei spurlos verschwundene Teenager zu sehen. Seit 2010 ist sie in der Rolle der ‚Josefine Grieshaber‘ in der Kinderserie Tiere bis unters Dach in der ARD zu sehen.
Sanne Schnapp ist auch als Sängerin und als Sprecherin in Hörbuchproduktionen tätig.

## Filmografie (Auswahl)
- 2000: Das Psycho-Girl – Regie: Martin Weinhart
- 2002: Drei Frauen, ein Plan und die ganz große Kohle – Regie: Reinhard Schwabenitzky
- 2004: Ein Goldfisch unter Haien (Kinofilm) – Regie: Marc-Andreas Bochert
- 2004: Donna Leon – Sanft entschlafen
- 2004: Typisch Mann! – Regie: Ulli Baumann
- 2005: Polizeiruf 110 – Dettmanns weite Welt – Regie: Bernd Böhlich
- 2005: Polizeiruf 110 – Die Tote aus der Saale
- 2005: Willenbrock (Kinofilm) – Regie: Andreas Dresen
- 2006: Mein süßes Geheimnis – Regie: Xaver Schwarzenberger
- 2006: Polizeiruf 110 – Traumtod
- 2006: Unter weißen Segeln – Träume am Horizont – Regie: Gero Erhardt
- 2007: Du bist nicht allein (Kinofilm) – Regie: Bernd Böhlich
- 2007: Louis Elefantenherz (Kurzfilm) – Regie: Julia Ziesche
- 2007–2025: SOKO Leipzig (Fernsehserie, 5 Folgen)
- 2008: Gefühlte XXS – Vollschlank & frisch verliebt – Regie: Thomas Nennstiel
- 2008: Herzog – Regie: Ulli Baumann
- 2008: Landgang (Kurzfilm) – Regie: Fabian Maubach
- 2009: Sieben Tage – Regie: Petra K. Wagner
- 2009: Wickie und die starken Männer (Kinofilm) – Regie: Michael Herbig
- seit 2010: Tiere bis unters Dach (Familienserie) – Regie u. a.: Jörg Grünler, Peter Lichtefeld
- 2011: Polizeiruf 110 – Zwei Brüder
- 2011: Augen zu
- 2011: Wickie auf großer Fahrt (Kinofilm)
- 2011: Notruf Hafenkante (Fernsehserie, Folge Die ganze Wahrheit)
- 2011: In aller Freundschaft: Was wirklich zählt (Fernsehfilm)
- 2011: Die Lehrerin
- 2012: Oh Boy (Kinofilm) – Regie: Jan-Ole Gerster
- 2014: Neufeld, mitkommen!
- 2015: Mein Sohn Helen (Fernsehfilm)
- 2015: Brief an mein Leben (Fernsehfilm) – Regie: Urs Egger[2]
- 2016: Sibel & Max (Fernsehserie, Folge Vergeben und vergessen)
- 2016: Herzensbrecher – Vater von vier Söhnen (Fernsehserie, Folge Nicht schuldig)
- 2017: Tatort – Söhne und Väter (Fernsehreihe)
- 2017: In aller Freundschaft – Die jungen Ärzte (Fernsehserie, Folge Fassaden)
- 2019: Familie Dr. Kleist (Fernsehserie, Folge Verborgene Morde)
- 2019: Frau Jordan stellt gleich (Fernsehserie, Folge Siegerinnen und Verlierer)
- 2019: Stenzels Bescherung
- 2020: Faking Bullshit (Kinofilm) – Regie: Alexander Schubert
- 2020: Morden im Norden – Befangen
- 2021: Der Staatsanwalt (Fernsehserie, Folge Blutige Vergangenheit)
- 2023: Bettys Diagnose (Fernsehserie, Folge Ohne dich)
- 2024: SOKO Köln (Fernsehserie, Folge Der Bienenstock)
- 2024: In aller Freundschaft – Die jungen Ärzte (Fernsehserie, Folge Einzug)
- 2024: Mein Kind – Moya Ditina
- 2024: Mit Herz und Holly: Lichtblicke
- 2024: SOKO Stuttgart (Fernsehserie, Folge Falsche Töne)